# أحمد أباد (كاشان)
أحمد أباد هي قرية في مقاطعة كاشان، إيران. يقدر عدد سكانها بـ 49 نسمة بحسب إحصاء 2016.